# Claudia Fink

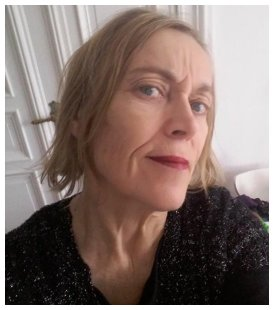
Claudia Fink (2023)

Claudia Fink (* im 20. Jahrhundert in Hamburg) ist eine deutsche Regisseurin und Drehbuchautorin.

## Leben
Aufgewachsen in Hamburg, arbeitete sie nach dem Abitur als Kleindarstellerin am Deutschen Schauspielhaus und beteiligte sich an Inszenierungen des Straßentheaters Waldetheater. Mit einer Unterbrechung hielt sie sich danach drei Jahre in verschiedenen Ländern Westafrikas auf. Ihr Reiseziel war die Schule für afrikanisches Tanztheater École Mudra Afrique in Dakar.
Zurück im Hamburg der 1980er Jahre studierte sie Afrikanistik und Theaterwissenschaften an der Universität Hamburg, welches sie während ihrer Diplomarbeit über Afrikanische Filmsprache abbrach, weil sie bereits Visuelle Kommunikation, Schwerpunkt Film, an der Hochschule für Bildende Künste studierte. Sie begann ihr Studium bei Helke Sander und schloss es beim Experimentalfilmer Rüdiger Neumann mit Auszeichnung ab.
Während des Studiums arbeitete sie in den Bereichen Ton, Bild, Trick und Schnitt. Anschließend arbeitete sie als Filmvorführerin und beim Europäischen Filmbüro „efdo“ bei Dieter Kosslick sowie als Regieassistentin.
Claudia Fink lebt mit ihrer Familie in Berlin.

## Filmografie
- 1987: Thomas hat kein AIDS (Kurzfilm, Regie)[1], Berlinale Panorama 1988[2]
- 1988: Der Hahn ist tot. (Inszenierung, Kurz-Experimentalfilm, Preis der deutschen Filmkritik 1988).[3]
- 1991: Schattenboxer (Regie-Assistenz)[4]
- 1998: Stil ist was ganz anderes – Die Malerin und Bildhauerin Lilo Peters (Regie), Dokumentarfilm 40 min.
- 1998: Was nebenan geschieht (Regie, Kurzfilm)[5]
- 2003: Der Auftrag – Mordfall in der Heimat (Fernsehfilm, Drehbuch)[6]
- 2005: Krasnojarsk IV (Regie, Kurzfilm)[7]

## Hörspiele
- 1997: Lorenz Rollhäuser: Noise Kicks (Sprecherin) – Regie: Lorenz Rollhäuser (Original-Hörspiel – WDR, DLR Berlin)[8]

## Multimediales
- 2015: Wasser aus der Sicht der Majis (art director) für Ein Netz für Kinder[9]
- 2021: Die Tarantel und die Folgen – Satire im Kalten Krieg[10] für die Bundesstiftung zur Aufarbeitung der SED-Diktatur